# Miquel Martín i Serra
Miquel Martín i Serra (Begur, 14 d'agost de 1969) és un escriptor català.

## Biografia
Va passar la infantesa a diversos pobles de l'Empordà, que han inspirat bona part de la seva obra.
Poc després de llicenciar-se en Filosofia per la UAB, es va donar a conèixer en l'àmbit literari en guanyar el premi Joan Fuster per a autors joves.
Després d'una llarga estada a Anglaterra, va publicar la seva primera obra, el recull de contes Hi ha amors que maten (Columna, 1996), al qual han seguit novel·les, llibres de llegendes, articles literaris i diversos assajos sobre literatura.
És estudiós de l'obra de Joan Vinyoli, sobre el qual ha publicat assajos, articles i n'ha divulgat l'obra a través de conferències, recitals i rutes poètiques.
Amb l'actriu Olga Cercós han organitzat diverses activitats per divulgar la poesia i autors centrals com Joan Maragall, Víctor Català, Prudenci Bertrana, Joaquim Ruyra, Mercè Rodoreda, Joan Vinyoli o Montserrat Abelló, entre d'altres.
Col·labora a diversos mitjans de comunicació i imparteix tallers d'escriptura.
És l'escriptor de capçalera de la Biblioteca de Palafrugell.

## Obra publicada

### Narrativa
- 1996 - Hi ha amors que maten. Barcelona: Columna
- 1999 - L'estratègia de la gallina. Barcelona: Columna. (Finalista Premi Ramon Llull)
- 2007 - Cabells de medusa.. (Premi Romà Comamala de narrativa pel relat «Salabror», inclòs dins la novel·la)
- 2007 - Dictadors de butxaca. Premsa d'Osona. (Premi Maspons i Safont d'humor i sàtira)
- 2009 - Converses amb en Xico Florian (coautor). Ajuntament de Begur / Diputació de Girona
- 2013 - Llegendes de mar de la Costa Brava. La Bisbal d'Empordà: Edicions Sidillà (Segona edició, abril 2013)
- 2017 - El riu encès. Vilanova i la Geltrú: El Cep i la Nansa
- 2017 - Proses reposades. Diputació de Girona: Col·lecció Josep Pla
- 2019 - Llegendes de nit. La Bisbal d'Empordà: Edicions Sidillà
- 2020 - La drecera. Barcelona: Edicions del Periscopi[5][6][7][8][9]
- 2021 - Quan els pobles no tenien nom. La Bisbal d'Empordà: Edicions Sidillà
- 2024 - La vereda. Córdoba: Editorial Almuzara
- 2024 - Guanyaràs una mar llisa. Barcelona: Edicions del Periscopi
- 2025 - Llegendes de mar de la Costa Brava. La Bisbal d'Empordà: Edicions Sidillà (Sisena edició, juny 2025)
- 2025 - Proses reposades. Barcelona: Edicions del Periscopi[10]
- 2025 - Ganarás una mar en calma. Córdoba: Editorial Berenice[11]

### Assaig
- 2015 - Vent d'Aram. Joan Vinyoli (Estudi preliminar i complements didàctics). Barcelona: Edicions 62, Col·lecció Educació 62
- 2016 - Joan Vinyoli i la poètica postsimbolista (coautor). Barcelona: L'Avenç
- 2021 - Vinyoli trasbalsa la bellesa com el vi. Vibop Edicions
- 2023 - Fragments d'inexistència. Una biografia de Tom Sharpe. Barcelona: Navona[12][13][14][15]
- 2023 - Fragmentos de inexistencia. Una biografía de Tom Sharpe. Barcelona: Anagrama, Biblioteca de la memoria[16][17][18]

## Premis i reconeixements
- 1994 - Premi Joan Fuster per a autors joves de 1994
- 1999 - Finalista al Premi Ramon Llull per L'estratègia de la gallina
- 2007 - Premi Romà Comamala de narrativa pel relat «Sota els vents», inclòs dins la novel·la Cabells de medusa.[19]
- 2007 - Premi Jaume Maspons d'humor i sàtira per Dictadors de butxaca[20]
- 2018 - Finalista al Premis Casero per La drecera[21]
- 2019 - Premi Recvll de Retrat Literari per Joan Vinyoli, el gall salvatge[22]
- 2021 - Finalista al Premi Òmnium a la Millor Novel·la de l'Any per La drecera[23]
- 2021 - Premi de Narrativa Maria Àngels Anglada per La drecera[24]
- 2021 - Premis literaris El Setè Cel de Salt per La drecera[25]